# Wielersport op de Gemenebestspelen 2018 – Individuele tijdrit mannen
De zevende editie van de individuele tijdrit voor mannen op de Gemenebestspelen werd gehouden op 10 april 2018. De 54 deelnemers moesten een parcours van 38,5 kilometer in en rond Currumbin afleggen. Aanvankelijk stonden er 56 renners op de startlijst, maar Nicholas Dlamini en Joseph Sheriff startten op het laatste moment niet. De Australiër Cameron Meyer volgde de Engelsman Alex Dowsett op als winnaar.

## Uitslag
| Plaats | Naam               | Tijd    |
| ------ | ------------------ | ------- |
| Goud   | Cameron Meyer      | 48'13"  |
| Zilver | Harry Tanfield     | + 30"   |
| Brons  | Hamish Bond        | + 32"   |
| 4      | Callum Scotson     | + 1'22" |
| 5      | James Oram         | + 1'27" |
| 6      | James McLaughlin   | + 1'41" |
| 7      | Marcus Christie    | + 2'29" |
| 8      | Charlie Tanfield   | z.t.    |
| 9      | Ian Bibby          | + 2'30" |
| 10     | Brendon Davids     | + 3'30" |
| 11     | John Archibald     | + 3'48" |
| 12     | Sebastian Tremlett | + 3'57" |
| 13     | Joseph Areruya     | + 4'11" |
| 14     | Jay Lamoureux      | + 4'33" |
| 15     | Peter Kibble       | + 4'42" |
| 16     | Mark Stewart       | z.t.    |
| 17     | Jack English       | + 4'54" |
| 18     | Derek Gee          | + 4'58" |
| 19     | Drikus Coetzee     | + 5'03" |
| 20     | Andreas Miltiadis  | z.t.    |